# Csontosi János
Csontosi János (Eperjes, 1846. október 26. – Budapest, 1918. október 25.) könyvtáros, corvinakutató, a Magyar Tudományos Akadémia levelező tagja.

## Életútja
1863 és 1867 között papnövendékként Esztergomban és Nagyszombatban tanult bölcseletet és teológiát. 1869-ben szentelték fel.
1867–1868-ban Ószőnyben nevelősködött, 1868–1869-ben az esztergomi püspöki hivatal kancellistájaként tevékenykedett. 1869-től 1871-ig Ipolynyéken, 1871-ben Nagyorosziban volt káplán. 1872-ben kilépett, és áttért az evangélikus hitre.
1874-ben az Országos Széchényi Könyvtár gyakornoka, egy évvel később könyvtári segédje, 1881-ben segédőre lett. 1881 és 1893 között a kézirattár vezetőjeként, 1889 és 1993 között első könyvtári segédőrként működött. A pártfogója, Pulszky Ferenc ellen indított politikai hajsza részeként fegyelmi eljárás alá vonták, majd 1893 januárjában eltávolították a kézirattárban tapasztalt állítólagos hiányok és a vásárlások során történt visszaélések vádjával. Bár ártatlansága 1913-ban bebizonyosodott, rehabilitálására nem került sor életében. 1895-től 1916-os nyugdíjba vonulásáig a Budapest vidéki tankerületi főigazgatóság napidíjasaként dolgozott.
1883 májusában a Magyar Tudományos Akadémia levelező tagjává választották.

## Munkássága
A paleográfia (írástörténet) és a kodikológia (kézirattan) egyik úttörő tudósa volt Magyarországon. Ötvenkét corvina felfedezése és három visszaszerzése fűződik nevéhez. Közzétette Mátyás király és Beatrix királyné ötvenöt portréját, a Magyar Köszöntő című nyelvemléket, az 1474-ben született Birk-kódexet, a 15. század végéről való Lobkowitz-kódexet, és részletesen ismertette a 16. század elején keletkezett Jordánszky-kódex győri töredékét.
1879 és 1892 között a Magyar Könyvszemle szerkesztője volt.

## Emlékezete
2009 februárjában a Magyar Könyvtárosok Egyesülete emlékülést szervezett tiszteletére az OSZK dísztermében. Az intézmény kézirattárában kamarakiállítás mutatta be pályafutása jellegzetes emlékeit.

## Főbb művei
- A Konstantinápolyból visszaérkezett Corvin-codexek bibliographiai ismertetése (Budapest, 1877)
- Ismeretlen magyar codex herceg Lobkowitz Mór raudnitzi könyvtárában (Budapest, 1879)
- Magyarországi könyvmásolók és betűfestők a XIV–XV. században (Budapest, 1879)
- A Budapesti Országos Könyvkiállítás latin kéziratai (Budapest, 1882)
- Mátyás király és Beatrix királyné arcképei Corvin-codexekben (Budapest, 1888)
németül: Bildnisse des Königs Mathias Corvinus und der Königin Beatrix in den Corvin-Codexen (Budapest, 1890)
- A Magyar Nemzeti Múzeum könyvtárában 1892. aug. 15–25-ig a koronázási jubileumi feliratoktól és a magyar koronázási képekből rendezett kiállítás kalauza (Peregriny Jánossal; Budapest, 1892)
- Két modenai Corvin-kódex története (Budapest, 1893)